# 旅日朝鲜人联盟
旅日朝鮮人聯盟，1945年（昭和20年）10月15日成立至1949年（昭和24年）9月8日解散的日本朝鮮人團體，簡稱朝聯。

## 概要
1945年（昭和20年）10月15日，在東京都千代田區日比谷公會堂全國各地代表4000名日本朝鮮人成立朝聯，目的是「獻身新朝鮮建設」、「維持恒常世界和平」、「在日同胞生活安定」、「同胞歸國的方便和秩序」、「與日本國民的互譲友誼」等目標，金天海就任最高顧問，韓徳銖任神奈川縣本部委員長，而本部朝聯會館設在東京站八重洲口。
他們反對大韓民國制憲國會議員選舉，而支持北朝鮮建國。1948年（昭和23年）12月23日派遣慶祝團到北朝鮮會見金日成。
1945年（昭和20年）9月30日駐日盟軍總司令發布「朝聯發行鐵路旅行車票禁令備忘錄」，「朝聯沒有治外法権的地位」等法令，1949年（昭和24年）9月8日駐日盟軍總司令發布團体等規正令，將朝聯定性為反民主暴力團體。宣布將其解散，沒收資產。
之後在1951年成立在日朝鮮統一民主戰線，在1955年成為朝鮮總聯。